# گنه‌بو
گنه بو، روستایی از توابع بخش کلاترزان شهرستان سنندج در استان کردستان ایران است.

## جمعیت
این روستا در دهستان کلاترزان قرار مرکز آمار ایران در سال ۱۳۸۵، جمعیت آن ۵۶۱ نفر (۱۱۹خانوار) بوده‌است.
و شغل مردم دامداری و کشاورزی به روش سنتی است.
با اب هوای کوهستانیو چهر فصل
همسایه های روستا:علی آباد-برودر- تودارصمدی- تودارروته-قلعه شیخان-قلعه جق و تیژتیژ
کانی های مشهور:کانی وا _ کانی میررضا - کانی پیر اسماعیل
آرامگاه جاهای مذهبی : (سلطان حه سه ن ته مه ر ) (پیر اسماعیل)(مه مو مرییی )
(حاجی سید محمود احمدی )
کشاورزی مردم (گندم و جو - یونجه -نخود -کنجد-سیر-)است تا اندکی هم باغداری (گویز و شیلانه ) و شغل آزاد مردم آن (چیواری) یا همان خرید و فروش دام است